# Сумароков, Леонид Николаевич
Леонид Николаевич Сумароков (10 июня 1938, Архангельск — 4 марта 2019) — российский учёный, член-корреспондент АН СССР (1984), член-корреспондент РАН (1991).

## Биография[3]
Родился 10 июня 1938 года.
В 1961 году с отличием окончил Московский инженерно-физический институт (МИФИ), а в 1966 году — аспирантуру там же.
С 1964 по 1965 годы — стажировки в Лондонском университете по специальности «Вычислительная техника» и в Международном институте прикладного системного анализа (IIASA), Вена (1976).
Преподавал в МИФИ, пройдя путь от ассистента до заведующего кафедры системного анализа, выступив инициатором её создания.
Начальник отдела (1969—1973), директор (1976—1987) Международного центра научной и технической информации.
26 декабря 1984 года избран членом-корреспондентом АН СССР по Отделению информатики, вычислительной техники и автоматизации (с 1991 года — член-корреспондент РАН).
С 1987 по 1989 год — заместитель Председателя Госкомитета СССР по науке и технологиям (ГКНТ СССР), где курировал вопросы взаимодействия с АН СССР, Минвузом СССР и другими научными организациями СССР.
В 1989 году на Генеральной Ассамблее Организации Объединённых Наций по промышленному развитию (ЮНИДО, Вена) был избран заместителем Генерального директора.
С 1993 года — журналист по проблематике ООН (международные организации и системы, экономическое развитие).

## Семья
- Супруга (с 1958 года) — доктор исторических наук М. М. Сумарокова (род. 1939), дочь советского политического деятеля М. А. Суслова.
  - Сыновья: Михаил (род. 1963) и Николай (род. 1972).

С 1990 года Сумароков вместе с семьёй жил в Австрии.

## Научная и общественная деятельность[5]
Специалист в областях системного анализа, управления проектами, вопросами устойчивого экономического развития.
Профессор кафедры системного анализа МИФИ.
Автор около 120 научных (в том числе 3 монографии) трудов и 150 журналистских статей.
Участие в научных организациях
- советник Генерального директора Международного научно-исследовательского института проблем управления (г. Москва).
- член научного совета факультета кибернетики МИФИ
- научный руководитель Международного фонда выживания человеческой цивилизации, Болгария

## Награды
- Орден Дружбы[3]
- медали
- Первая премия Ассоциации журналистов ООН в Вене — за цикл аналитических работ в 2002—2003 годах[3]